# Vanguarda russa

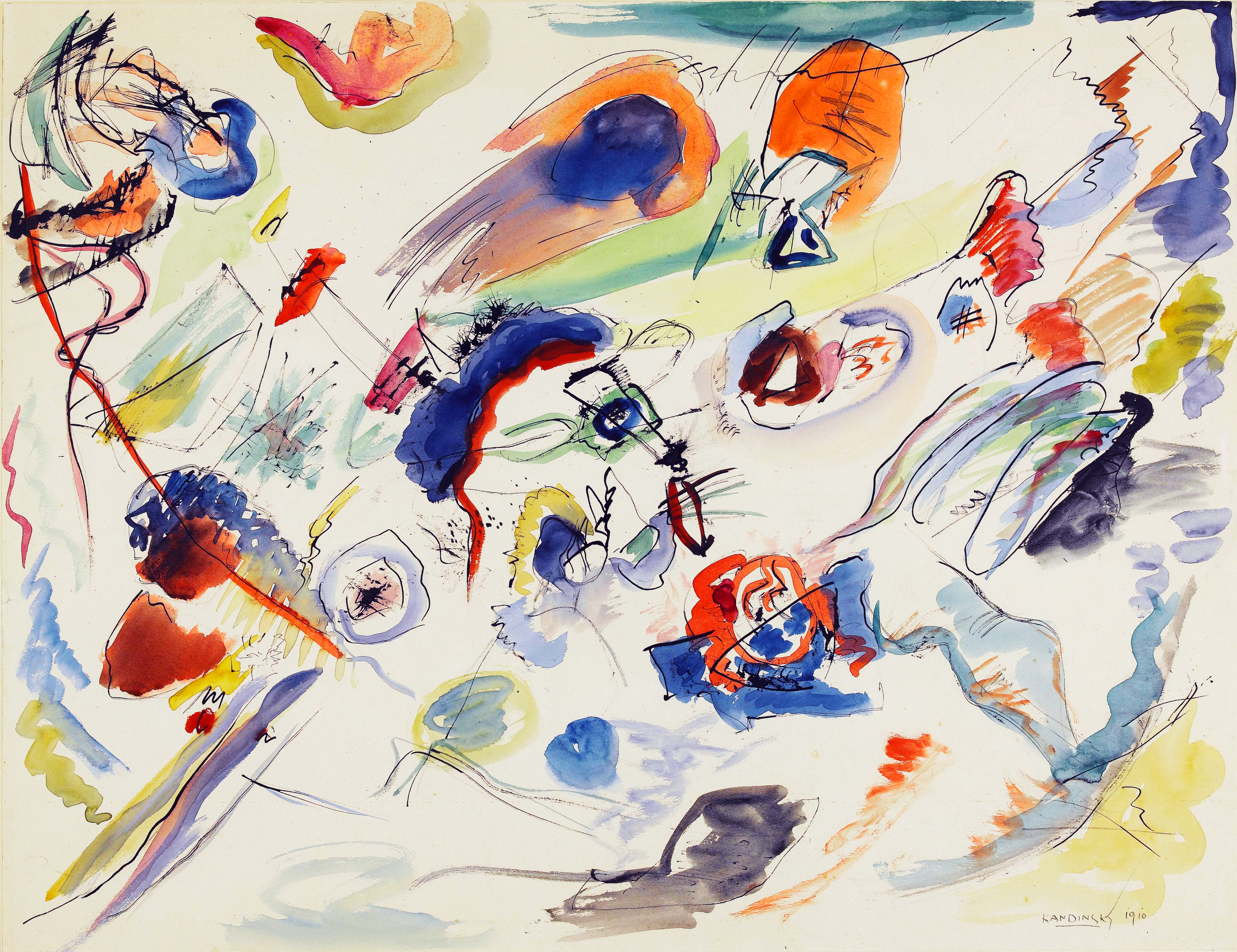
Arte abstrata. Vasily Kandinsky, a primeira aquarela abstrata de Kandinsky (Estudo para Composição VII, abstração Première), pintado em 1913

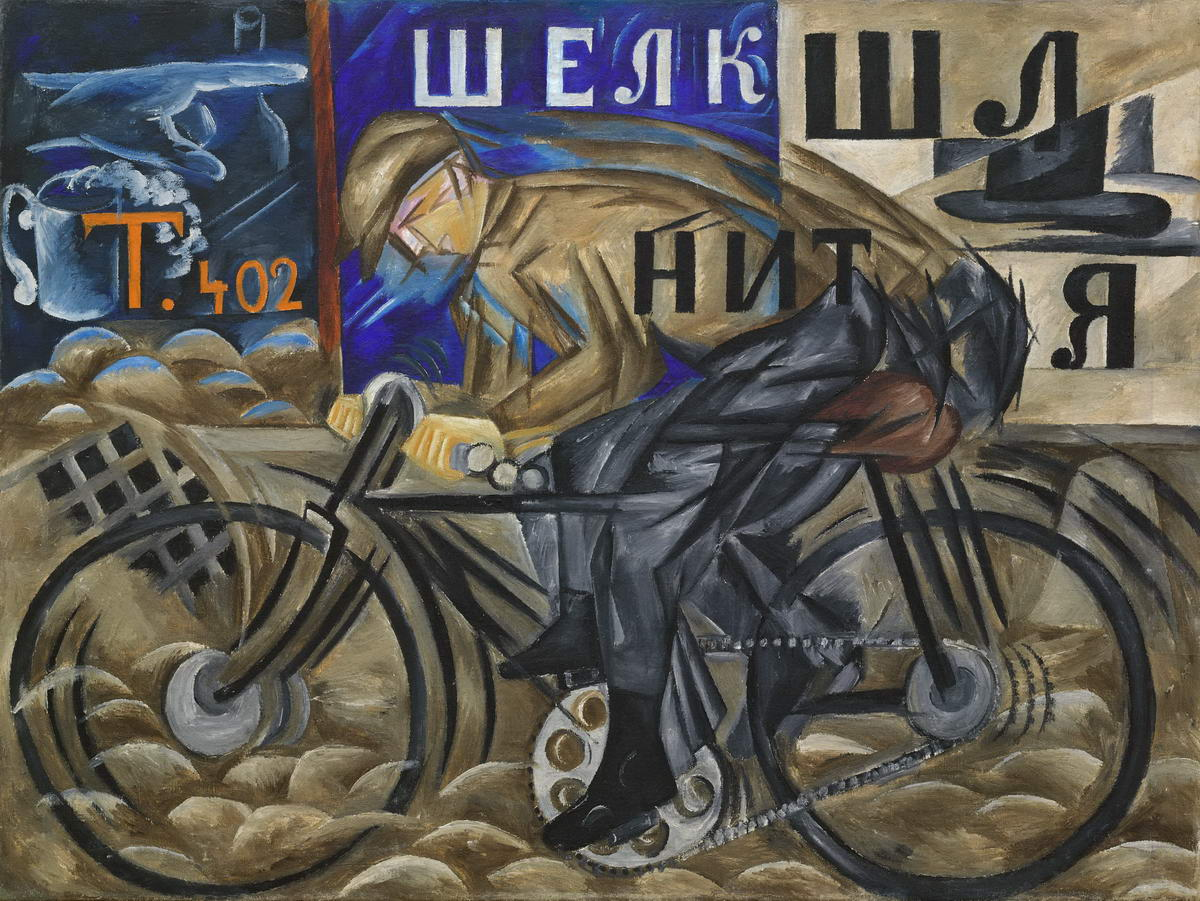
Futurismo russo. Natalia Goncharova, ciclista, 1913

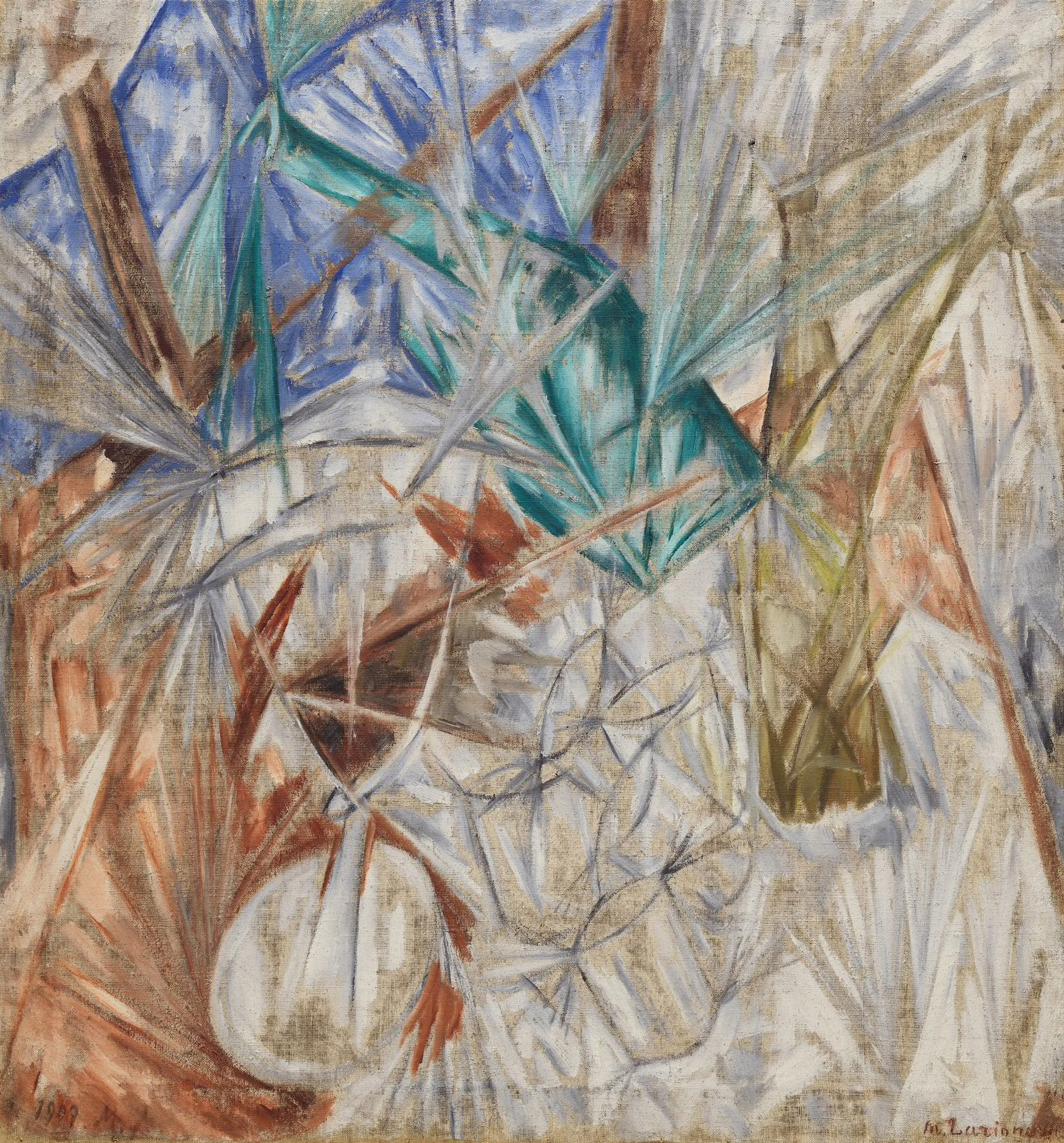
Rayonism. Mikhail Larionov, The Glass, 1912

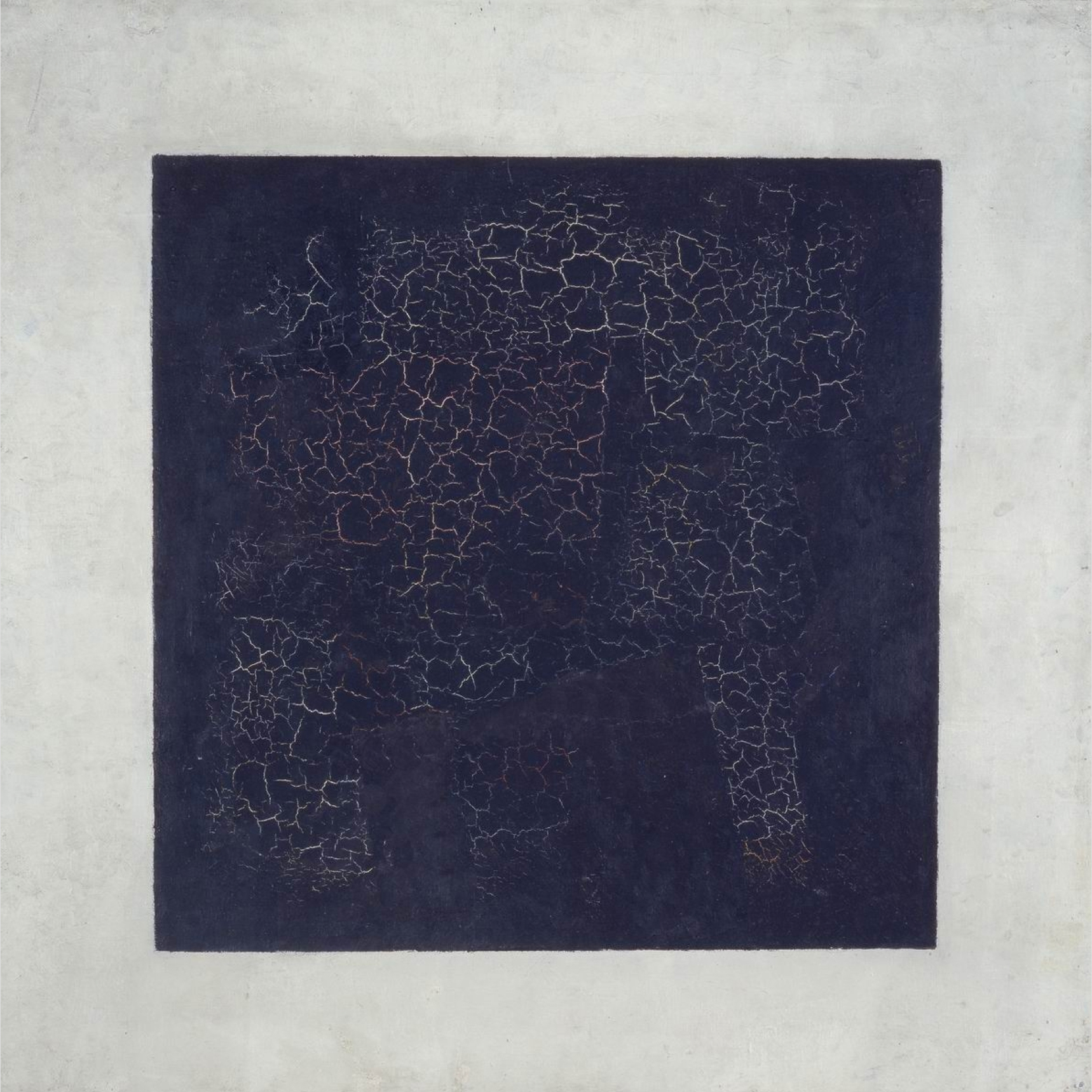
Suprematismo. Kazimir Malevich, Black Square, 1915

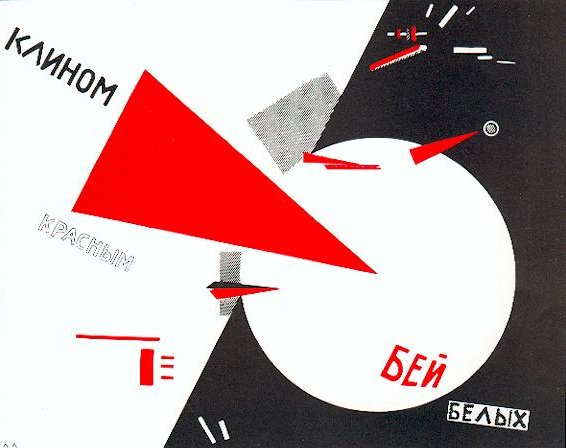
Proletkult. El Lissitzky, Beat the Whites With the Red Wedge, 1919

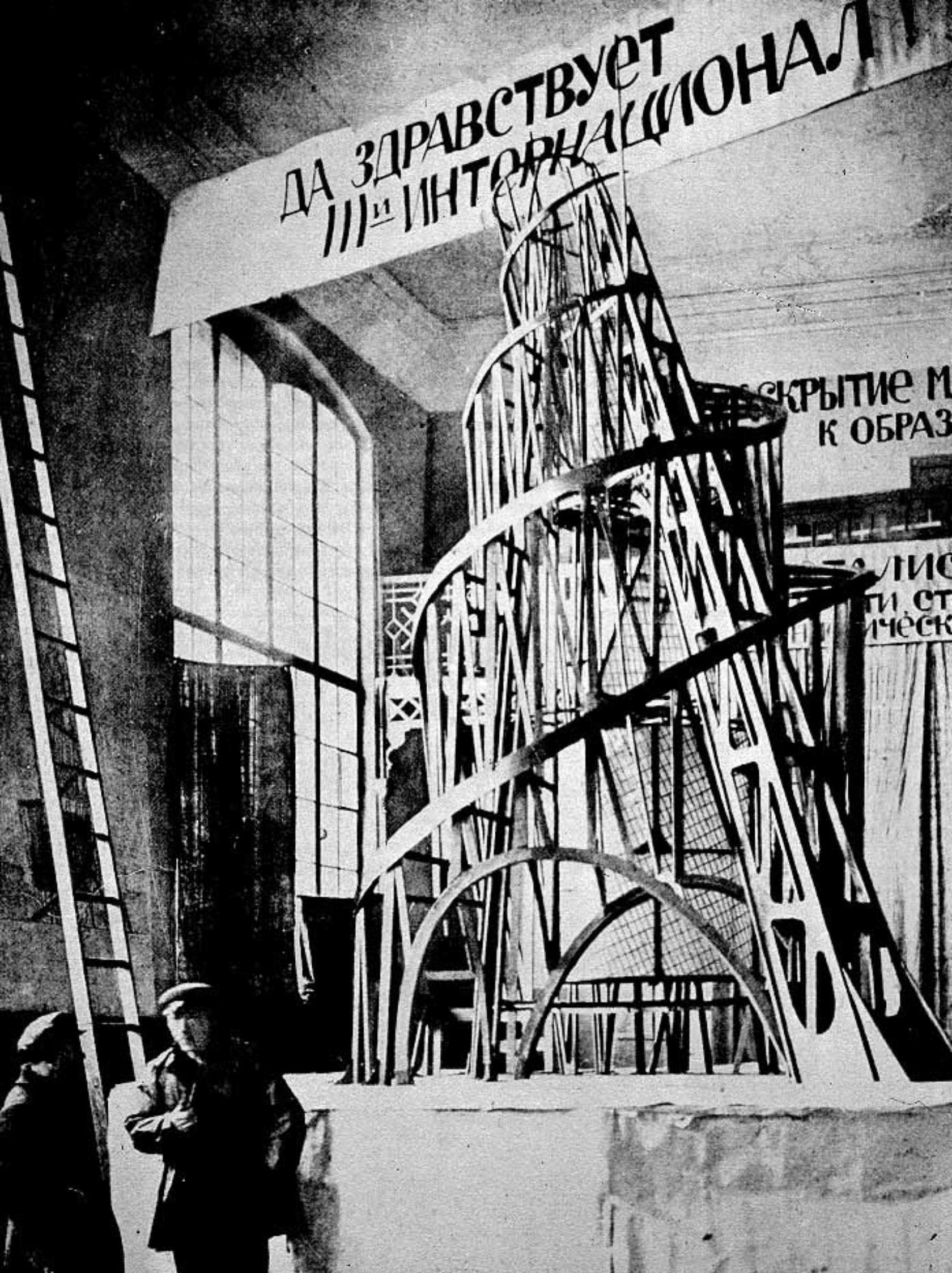
Constructivismo. Vladimir Tatlin, Monumento à Terceira Internacional, 1919

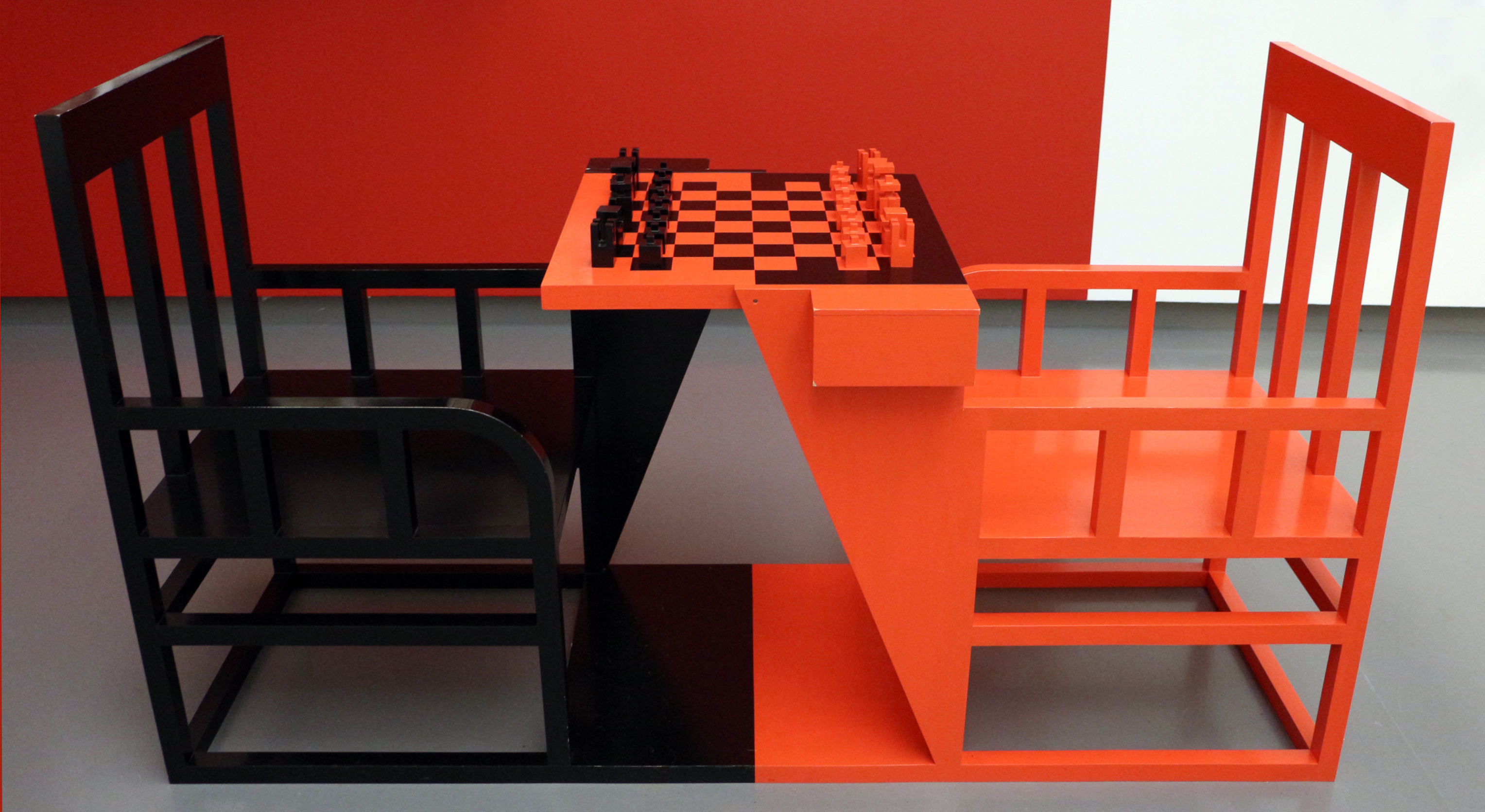
Arte construtivista. Alexander Rodchenko, design de mesa de xadrez, 1925

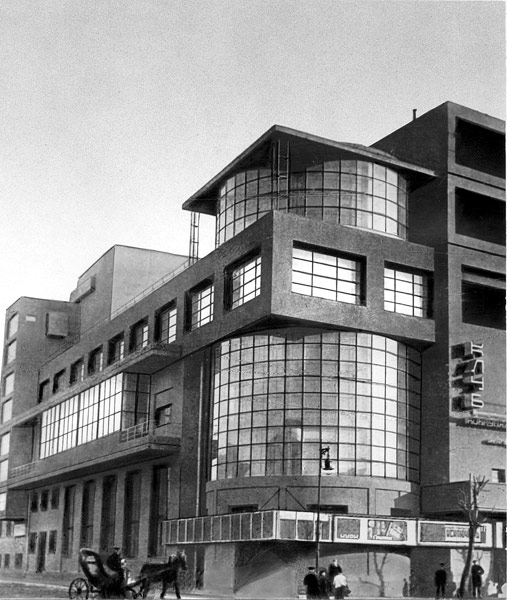
Construtivismo. Ilya Golosov, Zuev Club, 1926

A vanguarda russa foi uma grande e influente onda de arte moderna de vanguarda que floresceu no Império Russo e na União Soviética, aproximadamente de 1890 a 1930 - embora alguns tenham colocado seu início em 1850 e seu fim em 1960. O termo abrange muitos movimentos artísticos separados, mas inextricavelmente relacionados, que floresceram na época; incluindo Suprematismo, Construtivismo, Futurismo Russo, Cubo-Futurismo, Zaum e Neo-primitivismo. Muitos dos artistas que nasceram, cresceram ou foram ativos no que hoje é a Bielo-Rússia e a Ucrânia (incluindo Kazimir Malevich, Aleksandra Ekster, Vladimir Tatlin, Wassily Kandinsky, David Burliuk, Alexander Archipenko), também são classificados na vanguarda ucraniana.
A vanguarda russa atingiu seu auge criativo e popular no período entre a Revolução Russa de 1917 e 1932, momento em que as ideias da vanguarda entraram em conflito com a direção do realismo socialista patrocinada pelo Estado.

## Artistas e designers
Figuras notáveis desta época incluem:
- Alexander Archipenko
- Vladimir Baranoff-Rossine
- Alexander Bogomazov
- David Burliuk
- Vladimir Burliuk
- Marc Chagall
- Ilya Chashnik
- Aleksandra Ekster
- Robert Falk
- Moisey Feigin
- Pavel Filonov
- Artur Fonvizin
- Naum Gabo
- Nina Genke-Meller
- Natalia Goncharova
- Elena Guro
- Wassily Kandinsky
- Lazar Khidekel
- Ivan Kliun
- Gustav Klutsis
- Pyotr Konchalovsky
- Eugène Konopatzky
- Sergei Arksentevich Kolyada
- Alexander Kuprin
- Mikhail Larionov
- Aristarkh Lentulov
- El Lissitzky
- Kazimir Malevich
- Paul Mansouroff
- Ilya Mashkov
- Mikhail Matyushin
- Vadim Meller
- Adolf Milman
- Solomon Nikritin
- Alexander Osmerkin
- Liubov Popova
- Ivan Puni
- Kliment Red'ko
- Alexei Remizov
- Alexander Rodchenko
- Olga Rozanova
- Léopold Survage
- Varvara Stepanova
- Georgii and Vladimir Stenberg
- Vladimir Tatlin
- Nadezhda Udaltsova
- Vasiliy Yermilov
- Ilya Zdanevich
- Alexandr Zhdanov

## Revistas
- LEF
- Mir iskusstva

## Cineastas
- Grigori Aleksandrov
- Boris Barnet
- Alexander Dovzhenko
- Sergei Eisenstein
- Lev Kuleshov
- Yakov Protazanov
- Vsevolod Pudovkin
- Dziga Vertov

## Escritores
- Isaac Babel
- Andrei Bely
- Elena Guro
- Velimir Khlebnikov
- Daniil Kharms
- Aleksei Kruchenykh
- Vladimir Mayakovsky
- Viktor Shklovsky
- Sergei Tretyakov
- Marina Tsvetaeva
- Sergei Yesenin
- Ilya Zdanevich

Um dos poucos escritores, por exemplo, como o romancista, contista e ensaísta, Yevgeny Zamyatin (1884-1937), não dedicou totalmente sua carreira de escritor a experimentar a arte de vanguarda russa, mas, em vez disso, decidiu defender e elogiando o movimento de vanguarda, como uma resistência à censura das ideias literárias independentes em livros publicados e compráveis na U.S.S.R. Ele deu forma às suas ideias escrevendo livros e panfletos sobre os negativos da ideologia singular que era o estado patrocinou o "realismo social" e sua oposição a isso. Uma de suas citações, "Na arte, a maneira mais certa de destruir é canonizar uma dada forma e uma filosofia" (Ensaio - A Nova Prosa Russa.) uma prova de sua postura antitotalitária que está presente em todo toda a sua carreira literária, mais popularmente em seu romance "Nós" e seus trabalhos de ensaio. Ele escreveu particularmente sobre como pode haver uma relação benéfica progressiva e de desenvolvimento entre as sociedades e a livre expressão da arte, "Mas a literatura prejudicial é mais útil do que a literatura útil, pois é anti-entrópica, é um meio de combater a calcificação, a esclerose, crosta, musgo, calma "(Ensaio - Literatura, Revolução, Entropia). "Nós" de Yevgeny Zamyatine seu apoio ideológico para a liberdade para si e para o governo, influenciaria escritores na Europa Ocidental e nos EUA (por exemplo, George Orwell "1984", Kurt Vonnegut "Player Piano", etc.)

## Diretores de teatro
- Vsevolod Meyerhold
- Nikolai Evreinov
- Yevgeny Vakhtangov
- Sergei Eisenstein

## Arquitetos
- Yakov Chernikhov
- Moisei Ginzburg
- Ilya Golosov
- Ivan Leonidov
- Konstantin Melnikov
- Vladimir Shukhov
- Alexander Vesnin

Preservar a arquitetura de vanguarda russa tornou-se uma preocupação real para historiadores, políticos e arquitetos. Em 2007, o MoMA da cidade de Nova York dedicou uma exposição à arquitetura de vanguarda soviética no período pós-revolucionário, com fotos de Richard Pare.

## Compositores
- Samuil Feinberg
- Arthur Lourié
- Mikhail Matyushin
- Nikolai Medtner
- Alexander Mossolov
- Nikolai Myaskovsky
- Nikolay Borisovich Obukhov
- Gavriil Popov
- Sergei Prokofiev
- Nikolai Roslavets
- Leonid Sabaneyev
- Alexander Scriabin
- Vissarion Shebalin
- Dmitri Shostakovich

Muitos compositores russos interessados em música de vanguarda tornaram-se membros da Association for Contemporary Music, dirigida por Roslavets.